# Marcin Stosik
Marcin Stosik (ur. 21 kwietnia 1968 w Żninie, zm. 14 kwietnia 2006 w Poznaniu) – polski artysta współczesny, malarz, rysownik.

## Życiorys
W latach 1990–1995 studiował w Państwowej Wyższej Szkole Sztuk Plastycznych w Poznaniu, uzyskał dyplom malarski z wyróżnieniem w pracowni prof. Jacka Waltosia za pracę „Sceny prywatne”. Od 1993 roku pracował jako asystent tej uczelni. Od 2003 roku był adiunktem w pracowni malarstwa prof. Tomasza Psuji w poznańskiej Akademii Sztuk Pięknych.
Jego obrazy znajdują się między innymi w zbiorach Muzeum Narodowego w Krakowie oraz w zbiorach prywatnych w Polsce, we Włoszech, Niemczech, Szwajcarii i Francji.
Wystawy indywidualne:
- Pokaz dyplomowy „Sceny prywatne” – Poznań 1995 r.
- Galeria „Garbary 48" – Poznań 1997 r.
- Galeria „Polony” – Poznań 2000 r.
- ASP Poznań – 2003 r.
- Muzeum Ziemi Pałuckiej – Żnin 2005 r.
- Galeria „Wahadło Foucaulta”, Wydział Fizyki UAM, Poznań 2006 r.
- Galeria „U Jezuitów” – Poznań, kwiecień 2007 r.
- Galeria aTAK – Warszawa, wrzesień 2007 r.
- Galeria ZPAP „Pryzmat”, Kraków, październik 2007 r.

Wystawy zbiorowe (m.in.):
- Biennale Malarstwa Współczesnego – Szczecin 2001 r.
- Obraz Roku „Artand Business” – Warszawa 2002 r.
- MZP Żnin „Artyści swemu miastu” 2003 r.
- „Słońce Południa” efekt pleneru w Toskanii – Kraków 2004 r.
- Poznańskie Targi Sztuki 2004 r.